# Kappa2 Lupi
Título a ser usado para criar uma ligação interna é Kappa2 Lupi.
Kappa2 Lupi (63 Lupi) é uma estrela na direção da constelação de Lupus. Possui uma ascensão reta de 15h 11m 57.77s e uma declinação de −48° 44′ 36.9″. Sua magnitude aparente é igual a 5.70. Considerando sua distância de 193 anos-luz em relação à Terra, sua magnitude absoluta é igual a 1.84. Pertence à classe espectral A3IV.